# Байонетное соединение

Схема байонетного соединения

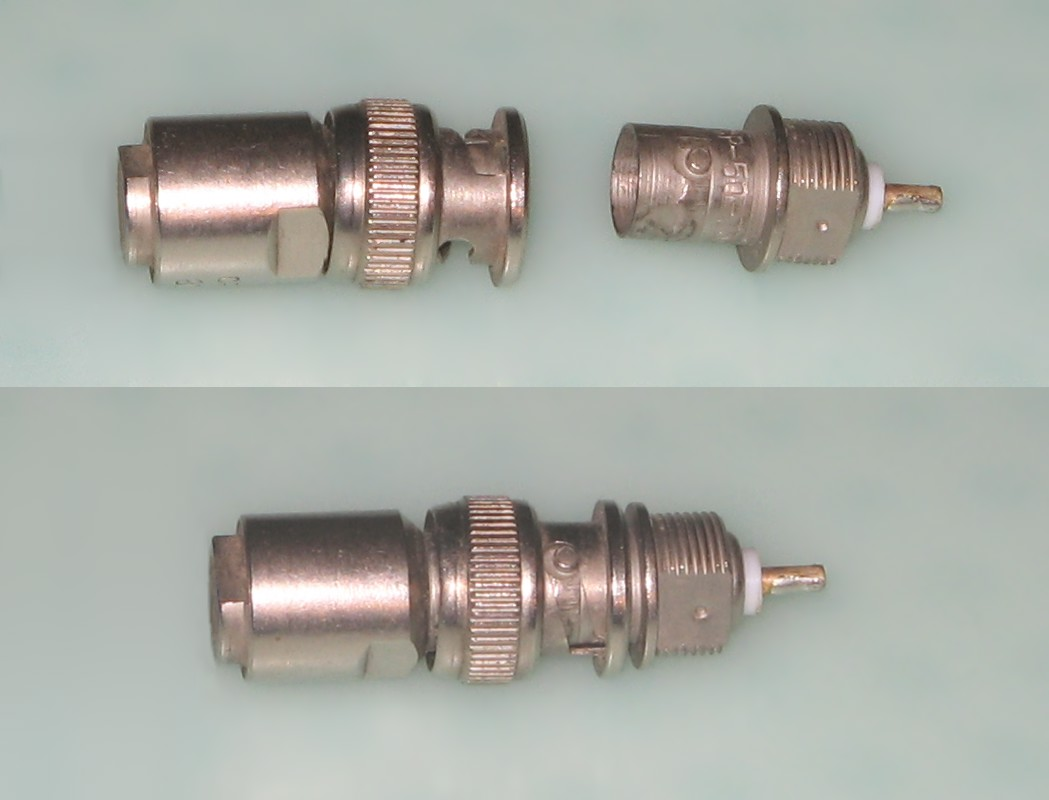
Электрические высокочастотные разъёмы с байонетным соединением

Байоне́тное соединение (байоне́т, штыково́е соедине́ние) — быстро выполняемое соединение деталей посредством осевого перемещения и поворота (иногда бокового смещения) одной из них относительно другой.

## Этимология
Слово «байонет» (фр. baïonnette — штык) широко используется для обозначения крепления штыка к ружью и происходит от названия французского города Байонна (фр. Bayonne), где, по легенде, впервые был изобретён штык.

## Применения
Байонетное соединение используется в электрических разъёмах, главным образом высокочастотных. Также байонетное соединение применяется для всех соединений пожарных рукавов. Для быстрого соединения объектива с фотоаппаратом используется байонет, состоящий из взаимно дополняющих секторных пазов и запирающего элемента, а также механических рычагов и/или электронных контактов для взаимодействия механизмов камеры и объектива. Такой способ крепления объективов в настоящее время практически вытеснил использовавшиеся ранее резьбовые соединения M42×1 и M39×1.

## Электролампы

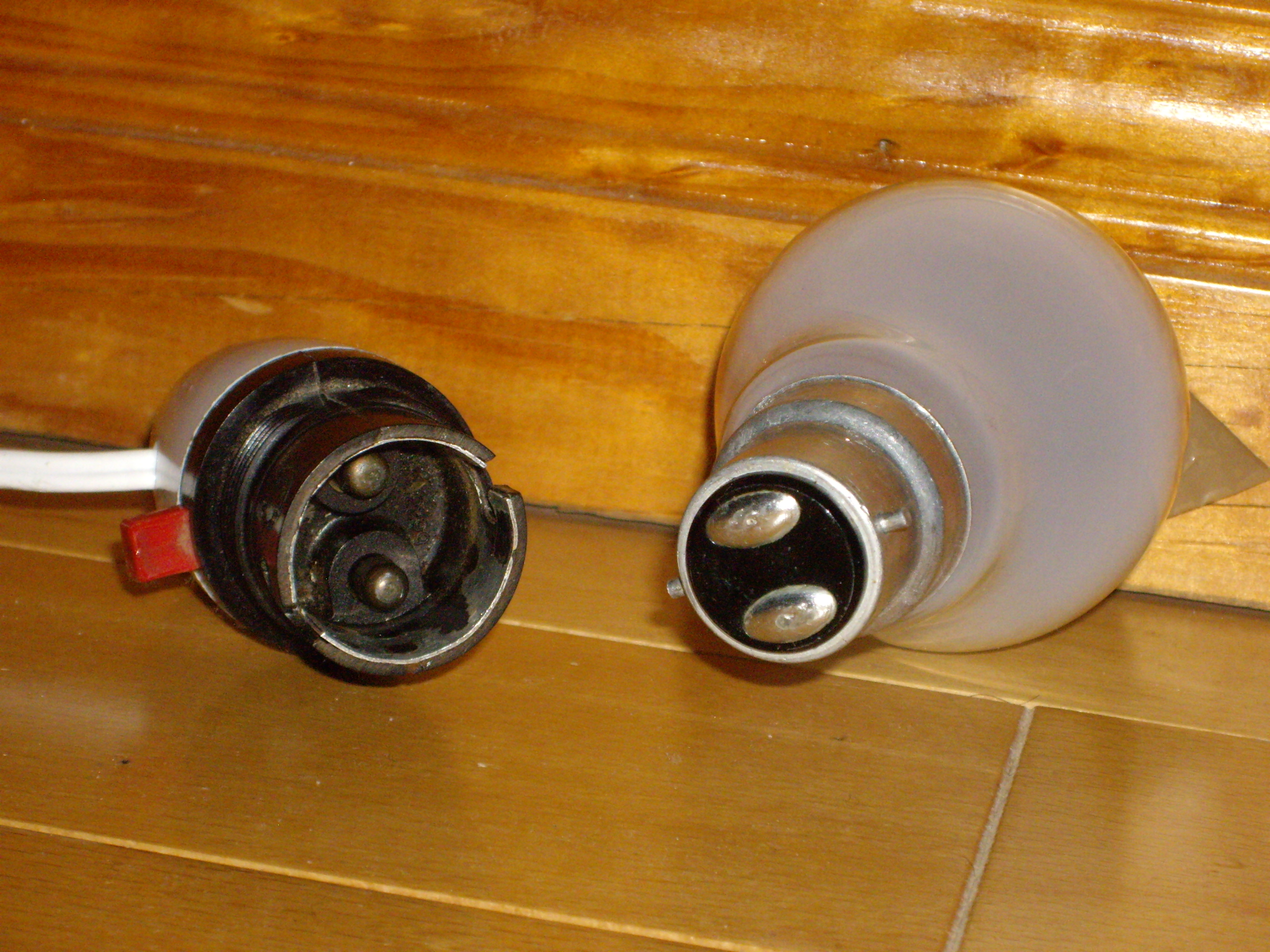
Лампа с байонетным цоколем B22

Байонетное соединение широко используется в цоколях электроламп. Лампы со штифтовым (байонетным) цоколем обозначаются с префиксом B и числовым суффиксом, указывающим на диаметр цоколя, например, B22 — лампы со штифтовым цоколем диаметром в 22 мм.
Применяются в осветительных приборах, эксплуатирующихся в условиях вибрации (на железнодорожном, автомобильном и морском транспорте). Также лампы с байонетным цоколем повсеместно используются для домашнего освещения в Великобритании.
В диапроекторах и кинопроекторах, там, где необходимо точное позиционирование нити накала, применяются проекционные лампы с байонетным цоколем.